# أم عمارة بنت سفيان
أم عمارة بنت سفيان الثقفية  هي زوجة عاصم بن عمر بن الخطاب. ومن أبنائها أم عاصم زوجة عبد العزيز بن مروان وأم الخليفة عمر بن عبد العزيز، ومن أبنائها كذلك حفصة بنت عاصم.

## قصة زواجها
كان بعضُ بائعي اللبن يخلط اللبن بالماء، واشتكى المسلمون من ذلك، فأرسل الخليفة أمير المؤمنين عمر بن الخطاب  أحد رجاله ينادي في بائعي اللبن بعدم الغش، فدخل المنادي إلى السوق ونادى: يا بائعي اللبن لا تَشُوبوا اللبن بالماء، فتغُشّوا المسلمين، وإن من يفعل ذلك؛ فسوف يعاقبه أمير المؤمنين عقابًا شديدًا.
وذات ليلة خرج عمر بن الخطاب  مع خادمه أسلم ليتفقد أحوال المسلمين في جوف الليل، وفي أحد الطرق استراح من التجوال بجانب جدار، فإذا به يسمع امرأة تقول: قومي إلى ذلك اللبن فامذقيه (اخلطيه) بالماء. فقالت الابنة: يا أُمَّتَاه، وما علمتِ ما كان من عَزْمَة أمير المؤمنين اليوم؟ قالت الأم: وما كان من عزمته؟ قالت: إنه أمر مناديًا فنادى: لا يُشأَبُ اللبن بالماء، فقالت الأم: يا بنتاه، قومي إلى اللبن فامْذقيه بالماء فإنك في موضع لا يراك عمر، ولا منادي عمر. فقالت الصبيّة: واللَّه ما كنت لأطيعه في الملأ وأعصيه في الخلاء، إن كان عمر لا يرانا، فرب أمير المؤمنين يرانا، فلما سمع عمر بن الخطاب ذلك، أعجب بالفتاة لورعها ومراقبتها لله رب العالمين. وقال: «يا أسلم، علِّم الباب، واعرف الموضع.» ثم مضى. فلما أصبح قال: «يا أسلم، امضِ إلى الموضع فانظر من القائلة؟ ومن المقول لها؟ وهل لهما من بعل.»
فذهب أسلم إلى المكان، فوجد امرأة عجوزًا، وابنتها أم عمارة، وعلم أنْ ليس لهما رجل، ثم عاد فأخبر عمر، فدعا عمر أولاده، فقال: هل فيكم من يحتاج إلى امرأة أزوّجه، ولو كان بأبيكم حَركة إلى النساء ما سبقه منكم أحد إلى هذه الجارية،
فقال عبد الله بن عمر: لي زوجة. وقال أخوه عبد الرحمن: لي زوجة. وقال عاصم: يا أبتاه لا زوجة لي فزوِّجني. فبعث إلى الجارية فزوّجها من عاصم، فولدت لعاصم بنتًا، وصارت هذه البنت أمَّا لعمر بن عبد العزيز الخليفة الراشد.

## الهوامش
1. ↑  تاريخ دمشق 70 / 252 -254